# Greg Van Avermaet
Greg Van Avermaet (Lokeren, 17 maggio 1985) è un ex ciclista su strada belga.
Professionista dal 2007 al 2023, era specialista delle classiche. In carriera ha vinto un'edizione della Gand-Wevelgem (nel 2017), una della Parigi-Roubaix (nel 2017) e una della Parigi-Tours (nel 2011), oltre a due tappe al Tour de France, una tappa e la classifica a punti (nel 2008) alla Vuelta a España, la medaglia d'oro nella prova in linea dei Giochi olimpici 2016 di Rio de Janeiro e la classifica finale dell'UCI World Tour 2017.

## Carriera

### 2005-2010: i primi anni

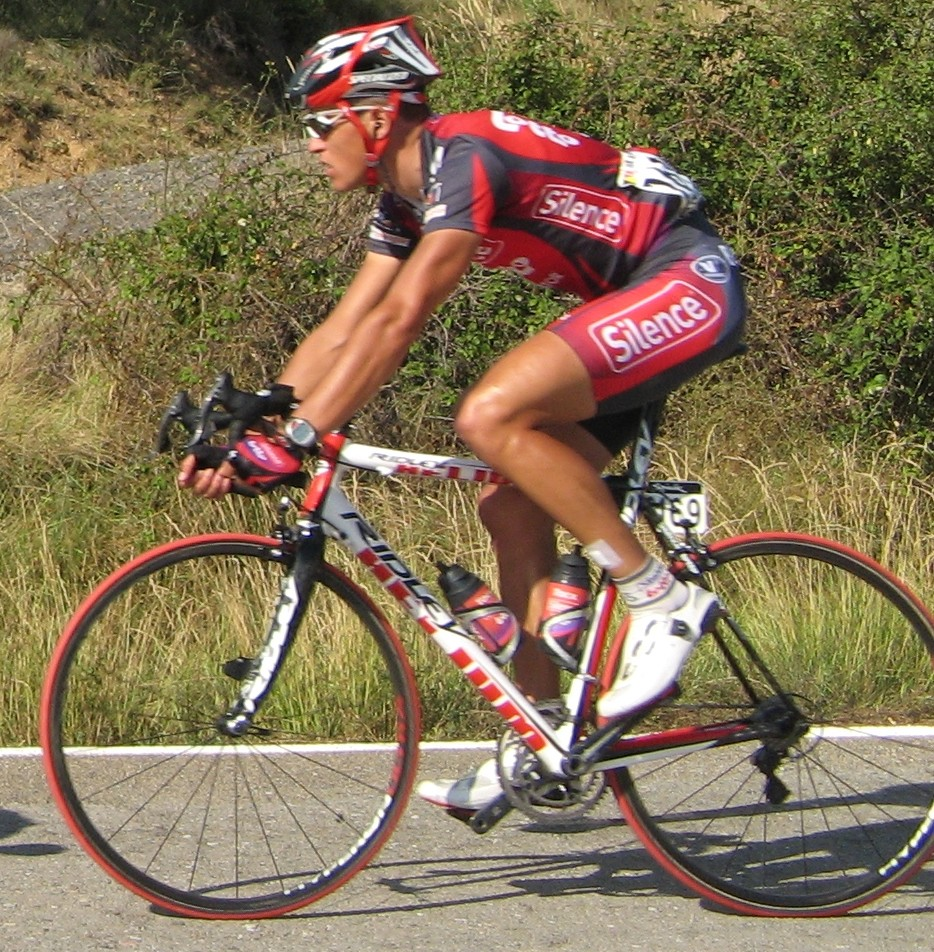
Van Avermaet durante la 9ª tappa della Vuelta a España 2008.

Nato da una famiglia di ciclisti, in giovane età pratica però – e con buoni risultati – il calcio nel ruolo di portiere, al punto da raggiungere la convocazione in prima squadra nel Koninklijke Sportkring Beveren. Proprio durante la riabilitazione a seguito di un infortunio, si riavvicina alla tradizione familiare. Nel 2005 e nel 2006 gareggia da Under-23, mettendo in evidenza doti di velocista: al primo anno vince una tappa al Triptyque des Barrages e si classifica ottavo nella prova in linea Under-23 ai campionati europei di Mosca, mentre nel 2006, con la Bodysol-Win for Life-Jong Vlaanderen, si aggiudica diverse corse, tra cui la Kattekoers, la Zellik-Galmaarden e il campionato nazionale in linea Under-23.
Passa professionista nel 2007 con la Predictor-Lotto, squadra belga del circuito UCI ProTour. Al primo anno da pro vince quattro gare, tra cui una frazione al Tour of Qatar; durante l'anno corre anche il Giro delle Fiandre, la Parigi-Roubaix e i campionati del mondo Elite a Stoccarda. Nel 2008, in maglia Silence-Lotto, è terzo all'E3 Prijs Vlaanderen, ottavo al Giro delle Fiandre, secondo sia al Giro del Belgio che al Tour de Wallonie (con un successo di tappa in entrambe le gare). Raggiunge la grande notorietà nel finale di stagione, conquistando la nona tappa della Vuelta a España e la classifica a punti della corsa. Il 26 ottobre seguente gli viene conferito il Trofeo Flandrien 2008 come miglior ciclista belga dell'anno.
Nonostante il buon 2008, nel 2009 non coglie alcun successo, non andando oltre tre secondi posti e un terzo. Anche nel 2010, in maglia Omega Pharma-Lotto, non mette a referto vittorie, pur con un secondo e quattro terzi posti; a fine stagione si classifica inoltre quinto nella prova in linea dei campionati del mondo di Melbourne.

### 2011-2015: il passaggio alla BMC e i piazzamenti nelle classiche

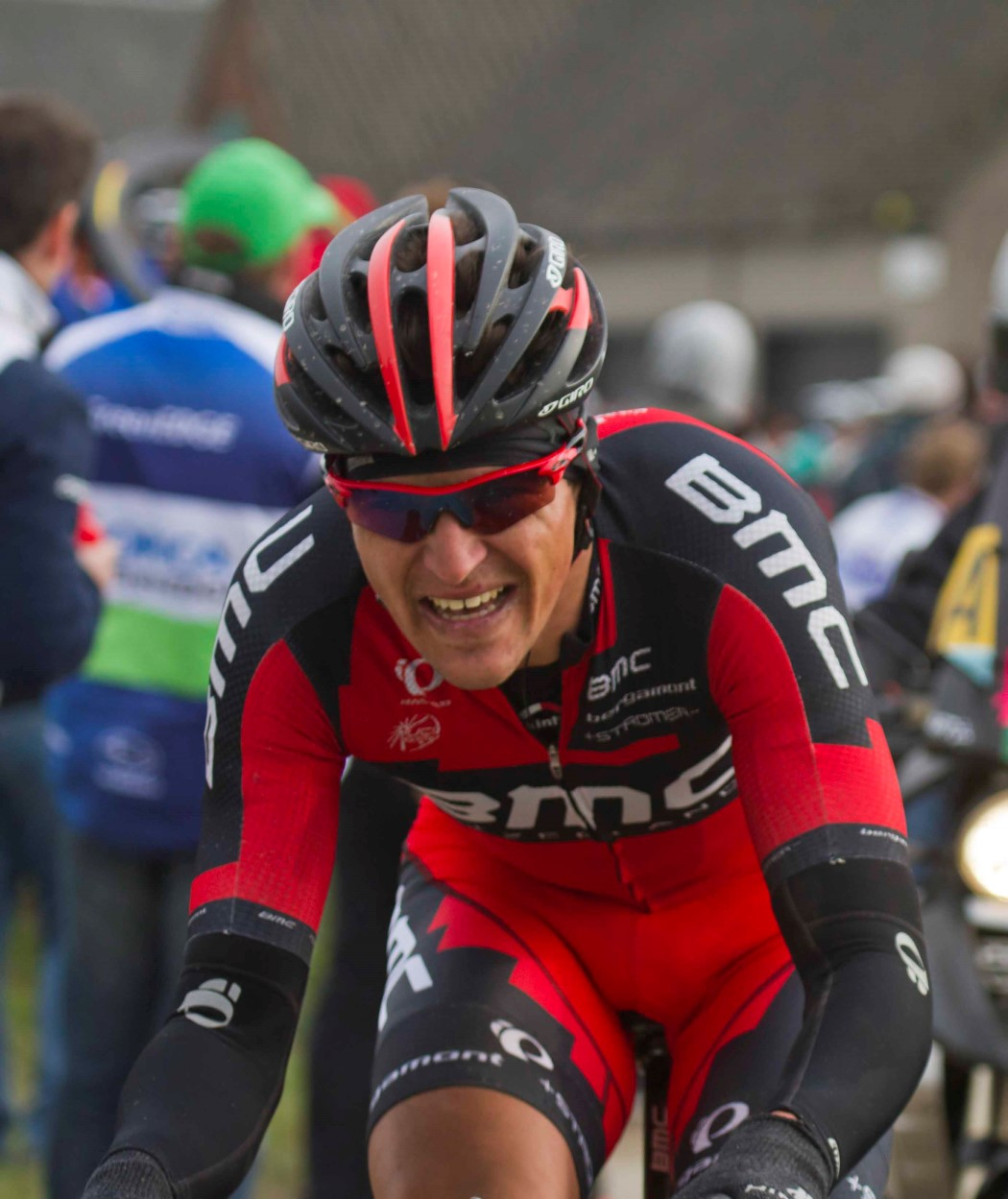
Van Avermaet in azione all'E3 Harelbeke 2013.

Nel 2011 viene messo sotto contratto dalla BMC Racing Team; in stagione, dopo il nono posto alla Milano-Sanremo, il settimo alla Liegi-Bastogne-Liegi e il terzo alla Clásica San Sebastián, conquista una corsa di prestigio aggiudicandosi la Parigi-Tours. Nel 2012 non coglie successi, come già nel 2009 e 2010, piazzandosi comunque al secondo posto al Grand Prix Cycliste de Québec e al sesto alla Parigi-Tours.
Nel 2013, sempre in maglia BMC, si classifica quinto alla Omloop Het Nieuwsblad e sesto alla Strade Bianche; è poi terzo alla Gand-Wevelgem, settimo al Giro delle Fiandre e quarto alla Parigi-Roubaix. In luglio si aggiudica due tappe e la classifica generale del Tour de Wallonie, mentre in agosto è in evidenza prima al Tour of Utah, con un successo di tappa e tre secondi posti parziali, e poi allo USA Pro Cycling Challenge in Colorado, dove ottiene due podi di tappa. In chiusura di stagione è terzo al Grand Prix Cycliste de Québec, quarto due giorni dopo nella prova di Montréal, e infine ventitreesimo in linea ai Mondiali in Toscana. A fine anno viene insignito per la seconda volta del Trofeo Flandrien. Nel 2014 sfiora la vittoria al Giro delle Fiandre, arrivando secondo alle spalle dell'elvetico Fabian Cancellara. Durante l'annata si piazza ancora secondo alla Omloop Het Nieuwsblad e si aggiudica una tappa all'Eneco Tour; vince inoltre, nell'arco di quattro giorni, due semiclassiche di fine estate, il Grand Prix de Wallonie e la Primus Classic Impanis - Van Petegem, e conclude quinto nella prova in linea dei campionati del mondo di Ponferrada.
Nel 2015 vince una frazione alla Tirreno-Adriatico e si classifica terzo sia al Giro delle Fiandre che alla Parigi-Roubaix. In stagione fa sue anche una tappa e la classifica generale al Giro del Belgio e la frazione di Rodez al Tour de France, mentre il 1º agosto è protagonista, suo malgrado, di uno sfortunato nonché pericoloso episodio verificatosi durante la Clásica San Sebastián: mentre si trovava solitario al comando della corsa, sull'ultima salita e a pochi km dall'arrivo, il portacolori della BMC viene urtato da una moto dell'organizzazione, che lo costringe alla caduta e al ritiro a causa della rottura del telaio della bici, privandolo di fatto di un probabile trionfo; la gara vedrà poi il successo del britannico Adam Yates, che taglierà il traguardo inconsapevole della propria vittoria. A fine stagione viene insignito per la quarta volta del Trofeo Flandrien.

### 2016-2017: l'oro olimpico e il successo alla Parigi-Roubaix

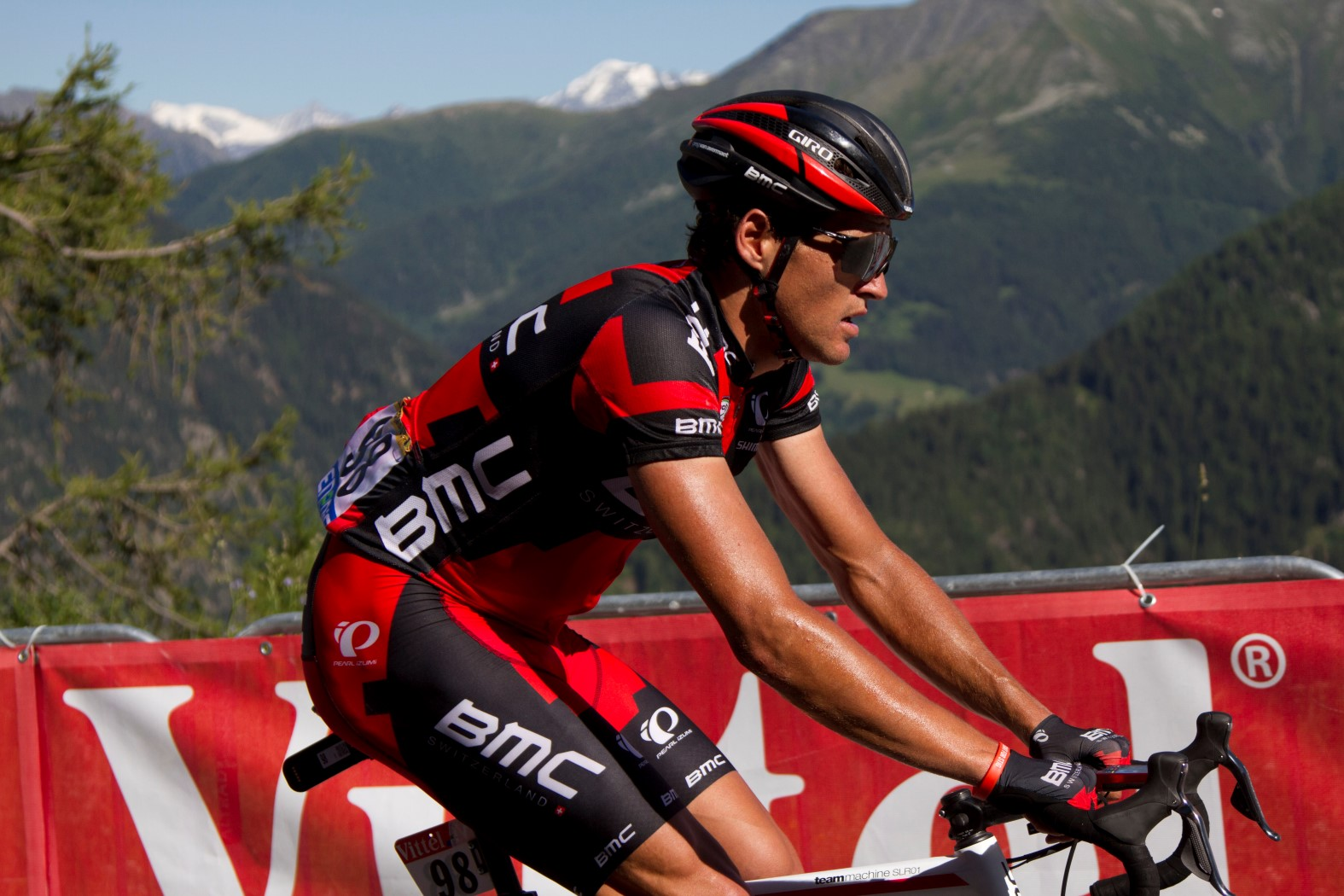
Van Avermaet al Tour de France 2016.

Nel 2016 è protagonista nell'inizio di stagione, vincendo a febbraio la Omloop Het Nieuwsblad e a marzo una tappa e la classifica finale della Tirreno-Adriatico, precedendo di un solo secondo lo slovacco campione del mondo Peter Sagan. Al Giro delle Fiandre è protagonista di una rovinosa caduta che gli procura la frattura di una clavicola: ciò gli preclude la partecipazione alle successive classiche del Nord. Torna alle gare in occasione del Tour of California, che termina al ventiseiesimo posto nella generale; al Tour de France si impone invece nella quinta tappa, da Limoges a Le Lioran, che gli consente di issarsi temporaneamente al primo posto della classifica generale ed indossare la maglia gialla per le tre tappe successive, prima di perdere la leadership della corsa in favore del britannico Chris Froome. Il 6 agosto seguente ottiene il successo più importante della carriera, conquistando la medaglia d'oro nella prova in linea dei Giochi olimpici di Rio de Janeiro, battendo in una volata a tre il danese Jakob Fuglsang e il polacco Rafał Majka. L'11 settembre si aggiudica anche il Grand Prix Cycliste de Montréal, classica World Tour canadese, precedendo Sagan. È infine quarto nella generale dell'Eneco Tour e decimo nella prova in linea dei Mondiali di Doha.
Nella primavera del 2017 si mette in evidenza nelle classiche, bissando il successo alla Omloop Het Nieuwsblad in un remake dell'edizione precedente, e concludendo settimo alla Kuurne-Bruxelles-Kuurne e secondo alle Strade Bianche; corre poi una Tirreno-Adriatico senza acuti e si piazza ventunesimo alla Milano-Sanremo. Il 24 marzo fa sua l'E3 Harelbeke in uno sprint a tre, precedendo i connazionali Philippe Gilbert e Oliver Naesen, e due giorni più tardi conquista anche la Gand-Wevelgem, davanti a Jens Keukeleire. Battuto dal solo Gilbert al Giro delle Fiandre, il 9 aprile vince la sua prima classica monumento, la Parigi-Roubaix, superando in rimonta il ceco Zdeněk Štybar in uno sprint a cinque. Disputa anche due delle tre classiche delle Ardenne, concludendo dodicesimo l'Amstel Gold Race e undicesimo la Liegi-Bastogne-Liegi. Rientrato a giugno alle competizioni, vince la seconda e la quarta tappa del Tour de Luxembourg, conquistando anche la classifica finale. Concluso il Tour de Suisse senza brillare, prende il via del Tour de France con l'obiettivo di vincere una tappa: durante la corsa transalpina, tuttavia, ottiene solamente due quarti e un secondo posto. Nel finale di stagione non coglie altre vittorie, ottenendo comunque numerosi piazzamenti, tra i quali il quarto posto nella classifica finale del BinckBank Tour, il secondo, nuovamente alle spalle di Sagan, al Grand Prix Cycliste de Québec e il sesto nella prova in linea dei campionati del mondo di Bergen. A fine ottobre è vincitore della classifica individuale finale del World Tour.

### 2018: la mancata conferma nelle classiche

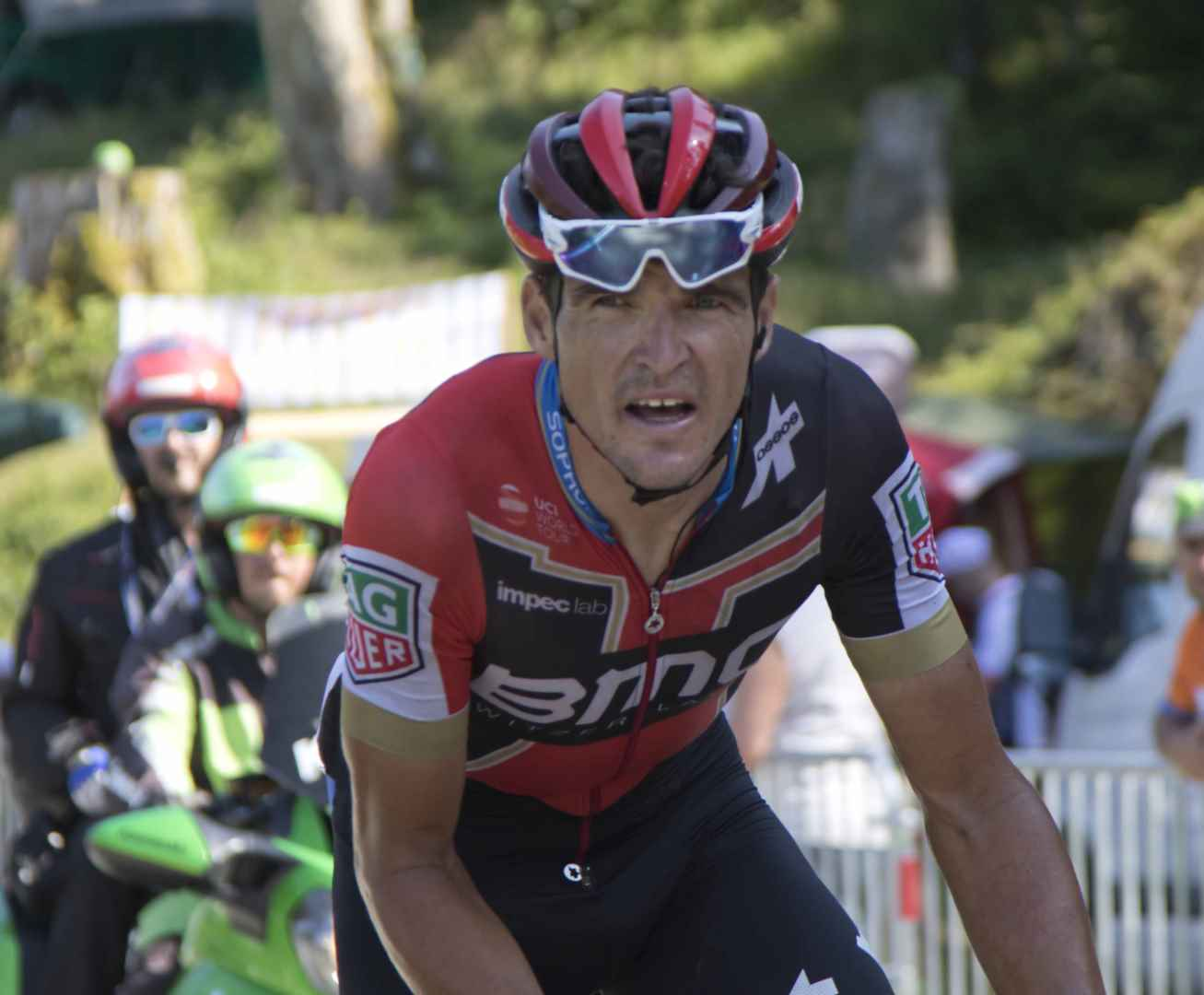
Greg Van Avermaet in azione del Tour de France 2018.

Nel 2018 Van Avermaet, pur piazzato regolarmente a ridosso dei migliori, non riesce a ripetere le prestazioni dell'anno precedente. Dopo il debutto alla Volta a la Comunitat Valenciana, in cui vince con i compagni la cronometro a squadre della corsa, ottiene diversi piazzamenti e un successo di tappa, nella terza frazione al termine di uno strappo, al Tour of Oman. Lontano dalle posizioni di vertice a Omloop Het Nieuwsblad, Kuurne-Bruxelles-Kuurne e Strade Bianche, prende il via della Tirreno-Adriatico con l'obiettivo di migliorare la condizione in vista della Milano-Sanremo e della campagna del Nord: vinta la cronosquadre d'apertura non ottiene però risultati di rilievo. Dopo il diciassettesimo posto nella Classicissima, è terzo all'E3 Harelbeke, quattordicesimo alla Gand-Wevelgem e ottavo alla Dwars door Vlaanderen. Al Giro delle Fiandre del 1º aprile chiude quinto, mentre è quarto una settimana più tardi nella Parigi-Roubaix, a 1'34" dal vincitore Sagan, e quindi quattordicesimo all'Amstel Gold Race. A inizio maggio ottiene la seconda vittoria in stagione, concludendo al comando la classifica generale del Tour de Yorkshire.

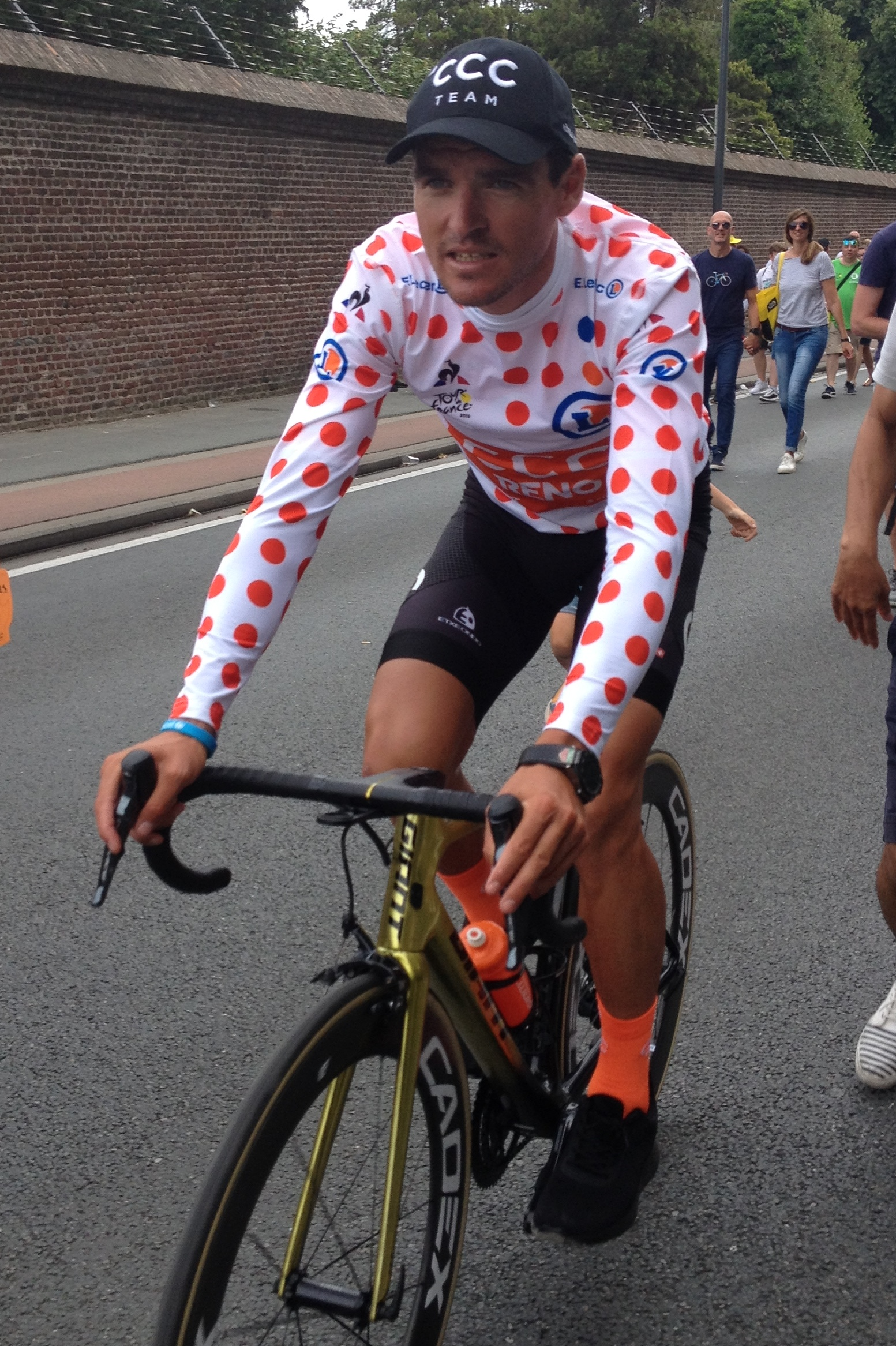
Van Avermaet in maglia a pois al Tour de France 2019.

In preparazione al Tour de France, a metà giugno è ai nastri di partenza del Tour de Suisse: nella corsa è vittorioso con la sua BMC nella cronosquadre iniziale, ma non va oltre un solo piazzamento tra i 10 a livello individuale. Al Tour contribuisce a un'ulteriore successo della BMC in una cronosquadre, quella della terza tappa; a livello personale veste per otto frazioni la maglia gialla di leader, senza però mai vincere tappe: arrivano infatti un secondo posto alle spalle di John Degenkolb nell'impegnativa nona frazione di Roubaix, resa complicata dalla presenza di numerosi tratti di pavé, cui si aggiungono altri tre piazzamenti nella top 10. Dopo la Grande Boucle è quarto alla Clásica San Sebastián, mentre il 12 agosto non riesce ad inserirsi nel gruppo che si gioca la vittoria nella prova in linea dei campionati europei di Glasgow. Sesto nella classifica finale del BinckBank Tour, con un secondo posto nell'ultima tappa dietro a Michael Matthews, partecipa alle due classiche canadesi di inizio settembre, facendo nuovamente secondo al Grand Prix Cycliste de Québec e terzo al Grand Prix Cycliste de Montréal, entrambi vinti da Matthews. Conclude l'annata ai campionati del mondo di Innsbruck: è terzo nella cronosquadre iridata del 23 settembre, mentre una settimana dopo conclude lontano dai migliori l'esigente prova in linea iridata.

### 2019: il passaggio alla CCC
Nel 2019 passa a vestire la maglia della squadra polacca CCC Team, erede della BMC Racing Team. Nella prima parte della stagione ottiene un paio di vittorie, una alla Volta a la Comunitat Valenciana in febbraio e l'altra al Tour de Yorkshire in maggio. Tra marzo e aprile, per quanto concerne le classiche, è secondo alla Omloop Het Nieuwsblad, sesto alla Strade Bianche, terzo all'E3 BinckBank Classic e decimo al Giro delle Fiandre; conclude invece fuori dai 10 la Gand-Wevelgem, la Parigi-Roubaix e l'Amstel Gold Race. In luglio prende il via al Tour de France con i gradi di capitano e nella prima tappa ottiene la maglia a pois, che indosserà per due giorni. Nonostante provi più di una volta a ottenere una vittoria parziale, conclude la corsa francese, come già avvenuto nel 2015 e nel 2016, con solo piazzamenti: il migliore è un terzo posto ottenuto nella diciassettesima tappa vinta da Matteo Trentin a Gap. Qualche giorno dopo il termine della Grande Boucle partecipa alla Clásica San Sebastián piazzandosi secondo, alle spalle del connazionale Remco Evenepoel, regolando un gruppetto di una decina di corridori; conclude quindi quarto nella graduatoria finale del BinckBank Tour, con il secondo posto (come l'anno prima) nell'ultima frazione della corsa, e sesto alla Bretagne Classic Ouest-France. A metà settembre si sposta in Canada per le due classiche World Tour: è prima terzo al Grand Prix Cycliste de Québec vinto da Matthews, due giorni dopo si impone quindi nel Grand Prix Cycliste de Montréal battendo Diego Ulissi in volata.

## Palmarès
- 2005 (Under-23)

Hasselt-Spa-Hasselt
5ª tappa Triptyque des Barrages (Gerpinnes > Tarcienne)
- 2006 (Bodysol-Win for Life-Jong Vlaanderen Under-23)

Kattekoers
Zellik-Galmaarden
Grote Prijs Okensvrienden Buggenhout
Internationale Wielertrofee Jong Maar Moedig
Campionati belgi, Prova in linea Under-23
- 2007 (Predictor-Lotto, quattro vittorie)

5ª tappa Tour of Qatar (Al Zubarah > Mesaieed)
2ª tappa Tour de Wallonie (Saint-Georges-sur-Meuse > Perwez)
Rund um die Hainleite
Memorial Rik Van Steenbergen
- 2008 (Silence-Lotto, quattro vittorie)

3ª tappa Giro del Belgio (Anthisnes > Flémalle)
3ª tappa Tour de Wallonie (Beauraing > Neufchâteau)
2ª tappa Tour de l'Ain (Trévoux > Hauteville-Lompnes)
9ª tappa Vuelta a España (Vielha e Mijaran > Sabiñánigo)
- 2011 (BMC Racing Team, quattro vittorie)

6ª tappa Österreich-Rundfahrt (Hainburg > Bruck an der Leitha)
5ª tappa Tour de Wallonie (Charleroi > Thuin)
Classifica generale Tour de Wallonie
Parigi-Tours
- 2013 (BMC Racing Team, quattro vittorie)

3ª tappa Tour de Wallonie (Beaufays > Bastogne)
5ª tappa Tour de Wallonie (Soignies > Thuin)
Classifica generale Tour de Wallonie
1ª tappa Tour of Utah (Brian Head > Cedar City)
- 2014 (BMC Racing Team, tre vittorie)

5ª tappa Eneco Tour (Geraardsbergen > Geraardsbergen)
Grand Prix de Wallonie
Primus Classic Impanis - Van Petegem
- 2015 (BMC Racing Team, quattro vittorie)

3ª tappa Tirreno-Adriatico (Cascina > Arezzo)
4ª tappa Giro del Belgio (Sankt Vith > Sankt Vith)
Classifica generale Giro del Belgio
13ª tappa Tour de France (Muret > Rodez)
- 2016 (BMC Racing Team, sei vittorie)

Omloop Het Nieuwsblad
6ª tappa Tirreno-Adriatico (Castelraimondo > Cepagatti)
Classifica generale Tirreno-Adriatico
5ª tappa Tour de France (Limoges > Le Lioran)
Giochi olimpici, Prova in linea
Grand Prix Cycliste de Montréal
- 2017 (BMC Racing Team, sette vittorie)

Omloop Het Nieuwsblad
E3 Harelbeke
Gand-Wevelgem
Parigi-Roubaix
2ª tappa Tour de Luxembourg (Steinfort > Walferdange)
4ª tappa Tour de Luxembourg (Mersch > Lussemburgo)
Classifica generale Tour de Luxembourg
- 2018 (BMC Racing Team, due vittorie)

3ª tappa Tour of Oman (German University of Technology > Wadi Dayqah Dam)
Classifica generale Tour de Yorkshire
- 2019 (CCC Team, tre vittorie)

3ª tappa Volta a la Comunitat Valenciana (Quart de Poblet > Chera)
4ª tappa Tour de Yorkshire (Halifax > Leeds)
Grand Prix Cycliste de Montréal
- 2023 (AG2R Citroën Team, una vittoria)

Boucles de l'Aulne

### Altri successi
- 2006 (Bodysol-Win for Life-Jong Vlaanderen Under-23)

Memorial Fred De Bruyne
- 2007 (Predictor-Lotto)

Classifica a punti Giro del Belgio
Classifica sprint intermedi Giro del Belgio
Grote Prijs Raf Jonckheere
Classifica a punti Tour de Wallonie
- 2008 (Silence-Lotto)

Classifica giovani Tour of Qatar
Classifica a punti Giro del Belgio
Criterium van Sint-Niklaas
Classifica a punti Tour de Wallonie
Classifica a punti Tour de l'Ain
Classifica a punti Vuelta a España
- 2009 (Silence-Lotto)

Heistse Pijl
- 2011 (BMC Racing Team)

Classifica a punti Österreich-Rundfahrt
Classifica a punti Tour de Wallonie
- 2013 (BMC Racing Team)

2ª tappa Tour of Qatar (Al Rufaa Street > Al Rufaa Street, cronosquadre)
Classifica a punti Tour de Wallonie
Dernycriterium Wetteren
- 2014 (BMC Racing Team)

Criterium van Aalst
- 2015 (BMC Racing Team)

9ª tappa Tour de France (Vannes > Plumelec, cronosquadre)
Profronde van Lommel
Criterium van Herentals
Na-Tour Criterium Ninove
Dernycriterium van Antwerpen
- 2016 (BMC Racing Team)

1ª tappa Tirreno-Adriatico (Lido di Camaiore > Lido di Camaiore, cronosquadre)
Gullegem Koerse
Criterium van Roeselare
Na-Tour Criterium Ninove
Dernycriterium Wetteren
5ª tappa Eneco Tour (Sittard-Geleen > Sittard-Geleen, cronosquadre)
Classifica generale UCI America Tour
- 2017 (BMC Racing Team)

1ª tappa Volta a la Comunitat Valenciana (Orihuela > Orihuela, cronosquadre)
1ª tappa Tirreno-Adriatico (Lido di Camaiore > Lido di Camaiore, cronosquadre)
Classifica a punti Tour de Luxembourg
Criterium van Sint-Niklaas
Criterium van Herentals
Criterium van Bavikhove
Classifica generale UCI World Tour
- 2018 (BMC Racing Team)

3ª tappa Volta a la Comunitat Valenciana (Poble Nou de Benitatxell > Calp, cronosquadre)
1ª tappa Tirreno-Adriatico (Lido di Camaiore > Lido di Camaiore, cronosquadre)
Classifica a punti Tour de Yorkshire
1ª tappa Tour de Suisse (Frauenfeld > Frauenfeld, cronosquadre)
3ª tappa Tour de France (Cholet > Cholet, cronosquadre)
Criterium van Sint-Niklaas

## Piazzamenti

### Grandi Giri
- Tour de France

2009: 85º
2014: 38º
2015: non partito (16ª tappa)
2016: 44º
2017: 58º
2018: 28º
2019: 36º
2020: 50º
2021: 97º
- Vuelta a España

2008: 66º
2010: 49º
2011: 82º

### Classiche monumento
- Milano-Sanremo

2008: 53º
2009: 13º
2010: 47º
2011: 9º
2012: 69º
2013: 36º
2014: 25º
2015: 19º
2016: 5º
2017: 21º
2018: 17º
2019: 42º
2020: 8º
2021: 13º
2022: 35º
- Giro delle Fiandre

2007: ritirato
2008: 8º
2009: 35º
2010: 39º
2011: 22º
2012: 4º
2013: 7º
2014: 2º
2015: 3º
2016: ritirato
2017: 2º
2018: 5º
2019: 10º
2021: 3º
2022: 15º
2023: 62º
- Parigi-Roubaix

2007: 29º
2008: 27º
2009: 38º
2010: 27º
2013: 4º
2014: 17º
2015: 3º
2017: vincitore
2018: 4º
2019: 12º
2021: 32º
2022: 17º
2023: 37º
- Liegi-Bastogne-Liegi

2011: 7º
2012: 73º
2013: 63º
2017: 11º
2019: 52º
2020: ritirato
2021: 40º
- Giro di Lombardia

2010: 15º
2011: 12º
2012: 17º
2013: 19º
2016: ritirato

### Competizioni mondiali
- Campionati del mondo su strada

Madrid 2005 - In linea Under-23: 73º
Salisburgo 2006 - In linea Under-23: 57º
Stoccarda 2007 - In linea Elite: 62º
Varese 2008 - In linea Elite: 17º
Mendrisio 2009 - In linea Elite: 44º
Melbourne 2010 - In linea Elite: 5º
Copenaghen 2011 - In linea Elite: 175º
Limburgo 2012 - In linea Elite: 25º
Toscana 2013 - In linea Elite: 23º
Ponferrada 2014 - In linea Elite: 5º
Richmond 2015 - In linea Elite: 23º
Doha 2016 - In linea Elite: 10º
Bergen 2017 - In linea Elite: 6º
Innsbruck 2018 - Cronosquadre: 3º
Innsbruck 2018 - In linea Elite: 50º
Yorkshire 2019 - In linea Elite: 8º
Imola 2020 - In linea Elite: 21º
- Giochi olimpici

Londra 2012 - In linea: 92º
Rio de Janeiro 2016 - In linea: vincitore
Tokyo 2020 - In linea: ritirato
- Campionati del mondo gravel

Veneto 2022 - Elite: 4º
- UCI ProTour/Calendario mondiale UCI/UCI World Tour

UCI ProTour 2007: 138º
UCI ProTour 2008: 64º
Calendario mondiale UCI 2009: 189º
Calendario mondiale UCI 2010: 171º
UCI World Tour 2011: 56º
UCI World Tour 2012: 42º
UCI World Tour 2013: 18º
UCI World Tour 2014: 24º
UCI World Tour 2015: 8º
UCI World Tour 2016: 6º
UCI World Tour 2017: vincitore
UCI World Tour 2018: 5º

### Competizioni europee
- Campionati europei

Mosca 2005 - In linea Under-23: 8º
Valkenburg 2006 - In linea Under-23: 64º
Glasgow 2018 - In linea Elite: 25º
Plouay 2020 - In linea Elite: 27º

## Riconoscimenti
- Trofeo Flandrien del quotidiano Het Nieuwsblad nel 2008,[6] 2013,[10] 2014,[42] 2015,[17] 2016[43] e 2017[44]
- Kristallen Fiets nel 2014,[45] 2015,[46] 2016[47] e 2017[48]
- Sportivo belga dell'anno nel 2016[49]
- Mendrisio d'Oro nel 2017[50]